# Iveco MPV 4x4-6x6
L'Iveco VTM - Véhicule Tactique Multirôle aussi baptisé VTMM, Multi-role Medium Tactical Vehicle - MMTV ou KMW Grizzly en Allemagne ou Multi Purpose Vehicle - MPV par les Anglais, est un blindé sur roues de nouvelle génération conçu et produit par le constructeur italien Iveco Defence Vehicles implanté à Bolzano, dans le nord de l'Italie et fabriqué également sous licence par le constructeur allemand Krauss-Maffei pour l'armée de terre allemande la Heer. 
Ce véhicule a été conçu à partir du châssis très performant du camion Iveco Trakker, version 6x6. Son moteur est un FPT Industrial Cursor 9, 6 cylindres turbodiesel Common rail de 9 litres de cylindrée développant 400 ch DIN (294 kW) pour la version 4x4 et 440 ch DIN (331 kW) dans la version 6x6. Il est doté d'une boîte de vitesses hydromécanique automatique à 5 rapports plus marche arrière.
Les caractéristiques du blindage lui permettent une protection élevée. Cet engin est idéal pour des missions antimines : résistance élevée aux projectiles, missiles à fragmentation, anti-IED. Il est équipé d'un système NBC avec air conditionné indépendant. Son prix de vente est de 1 million d'euros. Son armement comporte des mitrailleuses de 7,62 et 12,7 mm et un lance grenades de 40 mm.
Les principaux utilisateurs sont l'Armée de terre italienne et la Armée de terre allemande. L'Italie a opté pour la version 4x4 tandis que l'Allemagne a préféré la version 6x6, qui l'a baptisé Grizzly.
Ce véhicule est utilisé pour le transport de troupes, comme ambulance, tracteur d'artillerie ou poste de commandement.

## Histoire
Ce véhicule est le fruit de l'expérience de l'armée italienne qui, après ses campagnes en Afghanistan et en Irak a ressenti la nécessité de disposer d'un véhicule blindé. Le programme a débuté à l'initiative du constructeur allemand KMW en 2007, sur la base d'un contrat signé avec le Ministère de la Défense allemand pour le développement d'un véhicule en version 6x6. En Juin 2008, au cours de l'exposition Eurosatory de Paris, le constructeur allemand à la recherche d'un partenaire, a signé un contrat avec Iveco pour assurer le développement de la version 4x4. La conception modulaire développée par Iveco Defence offrait également la possibilité de créer une version 8x8 ainsi que des versions ambulance et poste de commandement. Le premier prototype de 6x6 a été présenté au début de l'année 2008 et la version 4x4 en fin d'année. 
La production en série commencera en 2009. L'armée de terre italienne opta surtout pour la version 4x4, dans une variante compatible avec un embarquement sur les avions C-130J, pour doter les unités qui ne recevraient pas le modèle 8x8 Iveco - Oto Melara VBM Freccia d'un blindé léger. Le premier prototype de cette version particulière sera présenté par Iveco en mars 2009.